# Daniel Lerner
Daniel Lerner (* 30. Oktober 1917 in Brooklyn; † 1. Mai 1980 in Santa Cruz, Kalifornien) war ein US-amerikanischer Propagandaforscher. Er war Professor für Soziologie und Spezialist für psychologische Kriegsführung.

## Leben
Lerners Vater war jüdischer Emigrant des Russischen Kaiserreiches. Während des Zweiten Weltkrieges arbeitete Lerner als Chefeditor der Psychological Warfare Division des SHAEF. Nach dem Sieg der Alliierten im ETO (European Theater of Operations) wurde diese Einheit zur Information Control Division des OMGUS umgewandelt und Lerner wurde Chief of Intelligence. 1946 verließ er den militärischen Dienst und kehrte an die New York University zurück, um zu promovieren.
Aus eigenen Erfahrungen, deutschem und alliiertem Propagandamaterial sowie Befragungen Kriegsgefangener und ehemaliger PWD-Kollegen fertigte er 1945 seine Dissertation („Sykewar“), die ein Standardwerk über Art und Wirkung der alliierten Propaganda im Zweiten Weltkrieg ist. Auf zwei Reisen durch Europa 1946/47 ergänzte er im Auftrag der Hoover Institution der Stanford University sein während des Krieges gesammeltes deutsches Propagandaarchiv (heute: Lerner (Daniel) Collection).
1953 wechselte Lerner ans MIT in Cambridge. 1958 wurde er am dortigen Center for International Studies (CIS) Ford Professor of Sociology and International Communications. Er lehrte zeitweise an verschiedenen Universitäten in Europa, Asien und dem Mittleren Osten.

## Werk
Lerner entwarf im Kalten Krieg als Alternative zum sowjetischen Sozialismus ein entwicklungspolitisches Konzept für die Dritte Welt. Demnach wäre, anders als in der „Modernisierungstheorie“ seines Institutskollegen Walt Whitman Rostow, weniger industrieller Fortschritt (Hardware-Material) die Basis um „die Prädisposition der Drittwelt-Individuen in Richtung einer westlichen Entwicklung zu modifizieren“, sondern eher psychologische Barrieren und der Unwillen neue Verhaltensweisen zu adaptieren („Software-Probleme“).
Weiter hielt er, entgegen der verbreiteten Vorstellung, das der Aufstieg revolutionärer Eliten seine Ursachen in Kapitalismus und seinen Problemen hat, diesen Aufstieg eher für eine Folge des Zerfalls von Monarchien, Diktaturen oder kolonialen Regimen in den jeweiligen Ländern.
Den größten Teil von Lerners Forschungen, die vor allem 1950–69 stattfanden, finanzierte das MIT. Seine Tätigkeit betraf die Überprüfung der Wirkung und Effizienz amerikanischer Propaganda und Politik, etwa von Voice of America im Vergleich zu anderen Radiosendern, die in der Hoch-Zeit des Kalten Krieges auch vom Außenministerium bezahlt wurde.
Spätere entwicklungspolitische und Kommunikationsforscher bemängelten Lerners Vorstellungen von westlicher Dominanz und Ethnozentrismus, was er selbst als „neue, linke anti-amerikanische Propaganda“, als „unwissenschaftlich und atheoretisch“ ansah.

## Auszeichnungen
- Bronze Star
- Purple Heart

## Werke
Als Autor
- Sykewar. Psychological Warfare against Germany, from D-Day to VE-Day. George W. Smart, New York 1949 (zusammen mit Richard Crossman; teilw. online).
- The Nazi Elite. Stanford University Press, Stanford, CA. 1951 (mit einer Einführung von Franz L. Neumann).
- The Passing of Traditional Society. Modernizing the Middle East. 4. Aufl. Free Press, New York 1967 (EA New York 1958).
- World Revolutionary Elites. Studies in Coercive Ideological Movements. 2. Aufl. MIT Press, Cambridge, Masas. 1965 (zusammen mit Harold Dwight Lasswell).
- Paper Bullets. Great Propaganda Posters, Axis and Allied Countries in WWII. Chelsea House, New York 1977, ISBN 0-87754-048-9.

Als Herausgeber
- World revolution elites. Studies in coercive ideological movements. Greenwood Press, Westport, Conn. 1980, ISBN 0-313-22572-9.
- The human meaning of the socal science. Meridian Books, New York 1960.
- France defeats EDC. Praeger, New York 1957.
- Values and development. Appraising Asian experience. MIT Press, Cambridge, Mass. 1976, ISBN 0-262-12074-7.